# Defender-Europe 20
Defender-Europe 20 war eine multinationale, mehrphasige Militärübung der NATO, die im Jahr 2020 stattfinden sollte. Im März 2020 wurde die bereits angelaufene Übung aufgrund der COVID-19-Pandemie faktisch abgebrochen und später modifiziert wieder aufgenommen.

## Konzeption
Am 7. Oktober 2019 gab die US-Army bekannt, dass sie, beginnend mit dem Jahr 2020, eine neue Manöverserie mit dem Namen "Defender" starten werde. Die Manöver sollen abwechselnd in Europa (Defender Europe) und im Pazifikraum (Defender Pacific) stattfinden; dabei sollen große Verlegungen von Personal und Material in beide Regionen geprobt werden. Damit soll die National Defense Strategy operationalisiert werden. Nach Angaben des damaligen Kommandeurs des Allied Land Command bestünde zwar eine Ähnlichkeit zu der Übungsserie REFORGER, allerdings sei die neue Übungsserie wesentlicher komplexer und keine Reinkarnation der Szenarien aus dem Kalten Krieg aufgrund der veränderten Rahmenbedingungen. Mit der Übung solle auch die Beziehungen zu den NATO-Mitgliedsstaaten verbessert werden, da mehr als die Hälfte der Mitglieder in der Übung eine Rolle spielten.

## Aufbau
Defender-Europe 20 war als Übung mit vier Phasen geplant. Zwischen den Phasen 3 und 4 sollten die Übungsteilnehmer an sechs weiteren Übungen teilnehmen, die damit als Bindeglied zwischen den Phasen fungieren sollten.

### Phase 1: Deploy
In der ersten Phase von Defender-Europe 20 sollte das US Army Forces Command 20.000 Soldaten, das entspricht in etwa der Stärke einer Division, zu verschiedenen Luft- und Seehäfen in Europa verlegen. Gleichzeitig sollten ca. 20.000 Ausrüstungsteile aus den Vereinigten Staaten durch das US Transportation Command in Zusammenarbeit mit dem Surface Deployment and Distribution Command nach Europa transportiert werden.

### Phase 2: Draw
Ein Großteil der verlegten Truppenteile sollte das zugeordnete Material mit sich führen. In Phase 2 sollten verschiedene Truppenteile Material und Ausrüstungsgegenstände erst nach Ankunft in Europa empfangen. In Vorbereitung dazu sollten durch logistische Truppenteile ca. 13.000 Ausrüstungsgegenstände aus drei vorbereiteten Depots (sogenannte Army Prepositioned Stocks) in Dülmen, Mannheim und Zutendaal zu drei Übungsbereichen (Grafenwöhr Training Area, Truppenübungsplatz Bergen und Truppenübungsplatz Drawsko Pomorskie) mittels Eisenbahn- und Straßentransporte transportiert werden. In den Übungsbereichen wäre dann das Material von den Truppenteilen empfangen worden.

### Phase 3: Move
In Phase 3 sollten die Übungsteilnehmer an die Orte der im Anschluss stattfindenden Einzelübungen verlegen.

### Übungen
Im Anschluss an die vorhergehende Phase sollten die teilnehmenden Soldaten an sechs einzelnen Übungen teilnehmen, um die  Bereitschaft und Interoperabilität mit den verbündeten Nationen zu verbessern.
Die vorgesehenen Übungen waren:
- Allied Spirit XI – regelmäßig stattfindende Übung; 2020 waren u.a eine Gefechtsstandübung und Gewässerüberquerung vorgesehen.
- Dynamic Front 20 – regelmäßig stattfindende Übung; 2020 waren u. a. simulierte Gefechtsübungen der Artillerie mit Integration in die Übung zur Bewertung von Gefechtsständen vorgesehen.
- Joint Warfighting Assessment 20 – Abschlussveranstaltung des Stabschefs der US-Army zur Evaluation und Bewertung von zukünftigen Armeekonzepten und -fähigkeiten.
- Saber Strike 20 – zweijährlich stattfindende Übung zur Vorbereitung auf die Reaktion auf regionale Krisen.
- Swift Response 20 – regelmäßig stattfindende Verlegeübung zur  Demonstration des strategischen Einsatzes der Global Response Force.
- Trojan Footprint – jährlich stattfindende Übung für Spezialeinheiten

### Phase 4: Redeploy
Nach Abschluss aller vorgenannten Übungen sollte das empfangene Material wieder in die Army Prepositioned Stocks eingelagert werden sowie die Truppenteile zurück in die Vereinigten Staaten transportiert werden.

## Vorläufiger Abbruch und Weiterführung
Am 16. März 2020 gab das United States European Command bekannt, dass Defender-Europe 20 aufgrund der Covid-19-Pandemie in Umfang und Zielsetzung angepasst werde. Jedweder Transport von Personal und Material wurde bereits am 13. März 2020 eingestellt. Die Durchführung von fünf der sechs mit Defender-Europe 20 verbundenen Übungen wurde abgesagt. Alle dafür bereits nach Europa verlegten Truppenteile wurden in die USA zurückbeordert. Zusätzlich gaben u. a. Deutschland, Großbritannien und die Niederlande das Ende ihrer Beteiligung an der Übung bekannt. Die Übung Allied Spirit-20 wurde in verändertem Umfang mit 6.000 amerikanischen und polnischen Soldaten durchgeführt. Zusätzlich wurden weitere Truppenteile aus den USA nach Europa für die abschließende Phase der modifizierten Übung verlegt.
Im März 2021 wurde bekannt, dass neben der geplanten Übung im Pazifikraum erneut eine Defender-Übung in Europa stattfinden soll, die Defender-Europe 21.

## Kritik
Defender-Europe 20 war in Deutschland umstritten. Während sich die Bundeswehr im Rahmen der NATO-Mitgliedschaft an der Übung beteiligte, äußerte beispielsweise die Bundestagsfraktion der Linken grundsätzliche Kritik an der Übung und an den zu erwartenden Kosten. Im Internet und in mehreren Städten kam es zu Protestkundgebungen, so beispielsweise in Dortmund, Bremerhaven oder Cottbus. Auch Greenpeace protestierte gegen die Durchführung der Übung. Die Stiftung Wissenschaft und Politik hingegen äußerte sich zustimmend und plädierte für eine Fortsetzung der Übung mit deutscher Beteiligung nach der Corona-Krise. Die Initiative Nachrichtenaufklärung bezeichnete Defender-Europe 2020 aufgrund des weitgehenden Nichtvorkommens in deutschen Medien als eine der vergessenen Nachrichten des Jahres 2021.

## Verwandte Artikel
- REFORGER